# Copa de Gales de Rugby 2019-20
La Copa de Gales de Rugby 2019-20 fue la 49.° edición de la Copa nacional de rugby de Gales.
El torneo fue cancelado debido a la Pandemia de COVID-19 en Reino Unido el 7 de marzo de 2020 declarándose desierto el campeón del torneo.

## Desarrollo

### Primera fase
| 14 de septiembre de 2019 | RGC 1404 | 24 - 40 | Cardiff RFC |  |  |

| 14 de septiembre de 2019 | Narbeth | 17 - 39 | Ebbw Vale RFC |  |  |

| 14 de septiembre de 2019 | Pontypool RFC | 29 - 15 | Swansea RFC |  |  |

| 14 de septiembre de 2019 | Cardiff Met | 62 - 14 | Ystrad Rhondda |  |  |

| 14 de septiembre de 2019 | Beddau | 34 - 21 | Bridgend Ravens |  |  |

| 14 de septiembre de 2019 | Newport RFC | 25 - 36 | Carmarthen Quins |  |  |

| 14 de septiembre de 2019 | Merthyr RFC | 39 - 19 | Pontypridd RFC |  |  |

| 14 de septiembre de 2019 | Tata Steel | 5 - 78 | Bedwas |  |  |

| 14 de septiembre de 2019 | Neath RFC | 24 - 0 | Trebanos |  |  |

| 14 de septiembre de 2019 | Cross Keys | 22 - 21 | Glamorgan Wanderers |  |  |

### Octavos de final
| 14 de septiembre de 2019 | Maesteg Quins | 13 - 33 | Llanelli RFC |  |  |

| 8 de noviembre de 2019 | Cardiff RFC | 78 - 12 | Ebbw Vale RFC |  |  |

| 9 de noviembre de 2019 | Pontypool RFC | 66 - 21 | Cardiff Met |  |  |

| 9 de noviembre de 2019 | Beddau | 3 - 34 | Carmarthen Quins |  |  |

| 9 de noviembre de 2019 | Merthyr RFC | 24 - 17 | Bedwas |  |  |

| 9 de noviembre de 2019 | Neath RFC | 34 - 25 | Cross Keys |  |  |

| 9 de noviembre de 2019 | Aberavon | 26 - 7 | Bargoed |  |  |

| 9 de noviembre de 2019 | Llandovery | 42 - 0 | Ystalyfera |  |  |

### Cuartos de final
| 25 de enero de 2020 | Llanelli RFC | 20 - 35 | Cardiff RFC |  |  |

| 25 de enero de 2020 | Pontypool RFC | 17 - 21 | Carmarthen Quins |  |  |

| 25 de enero de 2020 | Merthyr RFC | 44 - 18 | Neath RFC |  |  |

| 25 de enero de 2020 | Aberavon | 26 - 20 | Llandovery |  |  |

### Semifinal
| 27 de marzo de 2020 | Cardiff RFC | Cancelado | Carmarthen Quins |  |  |

| 28 de marzo de 2020 | Merthyr RFC | Cancelado | Aberavon |  |  |